# Weeki Wachee Gardens
Weeki Wachee Gardens ist  ein census-designated place (CDP) im Hernando County im US-Bundesstaat Florida. Das U.S. Census Bureau hat bei der Volkszählung 2020 eine Einwohnerzahl von 1.138 ermittelt.

## Geographie
Weeki Wachee Gardens liegt rund 25 km westlich von Brooksville sowie etwa 70 km nördlich von Tampa.

## Demographische Daten
Laut der Volkszählung 2010 verteilten sich die damaligen 1146 Einwohner auf 1003 Haushalte. Die Bevölkerungsdichte lag bei 318,3 Einw./km². 98,1 % der Bevölkerung bezeichneten sich als Weiße, 0,3 % als Indianer und 0,6 % als Asian Americans. 0,2 % gaben die Angehörigkeit zu einer anderen Ethnie und 0,9 % zu mehreren Ethnien an. 2,5 % der Bevölkerung bestand aus Hispanics oder Latinos.
Im Jahr 2010 lebten in 13,0 % aller Haushalte Kinder unter 18 Jahren sowie 44,9 % aller Haushalte Personen mit mindestens 65 Jahren. 59,0 % der Haushalte waren Familienhaushalte (bestehend aus verheirateten Paaren mit oder ohne Nachkommen bzw. einem Elternteil mit Nachkomme). Die durchschnittliche Größe eines Haushalts lag bei 1,97 Personen und die durchschnittliche Familiengröße bei 2,40 Personen.
11,2 % der Bevölkerung waren jünger als 20 Jahre, 12,5 % waren 20 bis 39 Jahre alt, 33,3 % waren 40 bis 59 Jahre alt und 43,2 % waren mindestens 60 Jahre alt. Das mittlere Alter betrug 57 Jahre. 50,0 % der Bevölkerung waren männlich und 50,0 % weiblich.
Das durchschnittliche Jahreseinkommen lag bei 52.708 $, dabei lebten 13,3 % der Bevölkerung unter der Armutsgrenze.
Im Jahr 2000 war Englisch die Muttersprache von 100 % der Bevölkerung.